# Vivian Lima Jorge
Vivian Lima Jorge (Brasília, 14 de outubro de 1999) é uma voleibolista indoor brasileira, atuante na posição Ponteira, sagrou-se medalhista de prata no Campeonato Sul-Americano de Clubes de 2019 no Brasil.

## Carreira
O seu início na modalidade deu-se aos 11 anos de idade, motivada por seu irmão quando ela o acompanhava nos treinamentos, atentada a cada jogada, recuperava as bolas que saiam em sua direção, sua desenvoltura nestes atos e chamou atenção do treinador daquele equipe que conversou e orientou a praticar e seguir no esporte, após decidir por seu sonho, ela ingressou no Projeto do Governo de Brasília, chamado CID (Centro de Iniciação Desportiva), na cidade de Taguatinga. Já na categoria mirim se deparou com a problemática que não havia times femininos, persistindo no sonho recebeu apoio de seu treinador que a encaminhou para treinar no SESC, contemplada com uma bolsa de estudos escola da Asa Sul, sendo possível prosseguir na carreira.
Com tempo na referida escola , começou a ser destaque e foi indicada a categoria de base do Brasília Vôlei Esporte Clube, e em 2015 estavam observando seu desempenho na competições infantojuvenis locais e nacionais, durante um ano, então, tentou a sorte indo a capital paulista e atuar pelo Vôlei Taubaté, após novamente destacar-se, o então gerente e treinador do Terracap/BRB/Brasília, Sérgio Negrão, a convidou a retornar para este clube e ao final de 2016, e permanece até a temporada 2017-18.Em 2016 foi convocada para Seleção Brasileira na categoria Sub-20.
Na temporada 2018-19 atuou na categoria juvenil e profissional do Fluminense Football Club, sendo campeã da Taça Paraná Sub-21 de 2018, com elenco adulto foi vice-campeã do Campeonato Carioca de 2018.
Na temporada 2019-20 foi contratada pelo Dentil/Praia Clube sendo campeã do Campeonato Mineiro e Supercopa Brasileira em 2019, esta realizada em Uberlândia, vice-campeã da Copa Brasil de 2020, e medalha de prata no Campeonato Sul-Americano de Clubes de 2020 em Uberlândia.
Nova passagem pelo BRB/Brasília Vôlei nas competições de 2020-21sendo terceiro lugar no Campeonato Mineiro de 2020.Na jornada esportiva de 2021-22 foi contratada pelo Barueri Volleyball Club e conquistou o vice-campeonato do Campeonato Paulista de 2021.

## Títulos e resultados
- Supercopa Brasileira de Voleibolː2021
- Copa Brasil:2020
- Campeonato Paulista:2021
- Campeonato Mineiroː2019
- Campeonato Mineiroː2020
- Campeonato Carioca:2020
- Taça Paraná Juvenil:2018

## Premiações individuais
- Superliga Brasileira de 2015/16 - Série A: "Melhor Defesa"